# TVN Turbo
TVN Turbo – kanał kierowany głównie do pasjonatów motoryzacji, emituje programy motoryzacyjne, sportowe, dla majsterkowiczów oraz dokumentalne. Konkurencję dla TVN Turbo stanowią BBC Brit oraz Polsat Play.

## Historia
TVN Turbo został uruchomiony 12 grudnia 2003 r. o godzinie 18:00 jako pierwsza polska stacja motoryzacyjna. TVN Turbo należy do Grupy TVN. Pierwszym szefem kanału był Grzegorz Płaza, w ramówce kanału znalazły się m.in. Top Gear (po raz pierwszy w polskiej telewizji) oraz programy produkowane lokalnie, takie jak Legendy PRL czy Zakup Kontrolowany. Od 2006 kanałem kierował Maciej Maciejowski, a po nim do stycznia 2014 Paweł Jordan. Do października 2024 szefem stacji był Przemysław Kwiatkowski. Od 1 listopada 2024 kanałem kieruje Lidia Kazen.
Hasło telewizji brzmi: TVN Turbo – męska telewizja (dawniej: męska jazda).
Stacja dostępna jest we wszystkich platformach cyfrowych oraz w wybranych sieciach kablowych. Od 24 października 2016 w Polsat Box (dawniej Cyfrowy Polsat) i Canal+ jest dostępny w HD. 15 sierpnia 2009 stacja przeszła na częściowe nadawanie w 16:9. 3 października 2009 stacja przeszła w pełni na format obrazu 16:9, zmianie uległa oprawa graficzna stacji, oprawa muzyczna oraz logo. 4 listopada 2011 TVN Turbo zostało uruchomione w jakości HD. 1 lipca 2019 wyłączono satelitarny przekaz kanału w jakości SD.

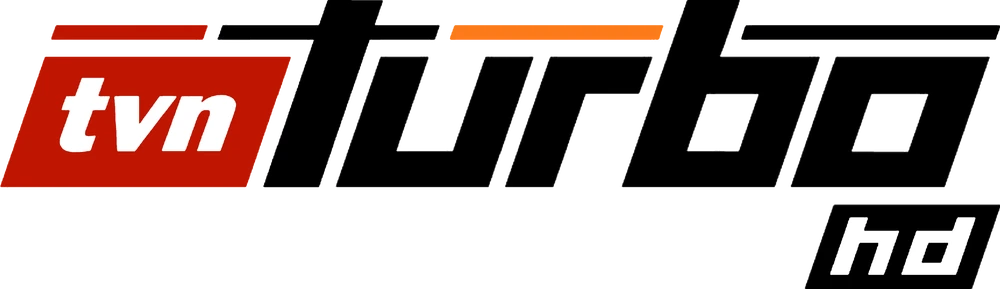
Logo TVN Turbo HD (emitowane do końca lutego 2024)

## Programy TVN Turbo

### Emitowane
Obecnie
- 101 napraw – program o naprawach i modyfikacjach samochodu.
- 101 gadżetów motoryzacyjnych – nowy program.
- 99 godzin – program prowadzony przez 3 mechaników.
- Absurdy drogowe – Krzysztof Ruszała i Kamil Jaśkowski sprawdzają wszelkie absurdy drogowe, np. sprzeczne ze sobą czy nieprawidłowo położone znaki, czy też bezsensowne zakazy.
- Agromachina – magazyn o maszynach rolniczych
- Automaniak – sztandarowy magazyn stacji, w którym można zobaczyć relacje z rajdów samochodowych, ważnych wydarzeń motoryzacji, czy testy samochodów. Dawniej Automaniak Max.
- Ale jazda – program przedstawia filmy samochodowe które zostały uchwycone autorską kamerą.
- Będzie pan zadowolony – program, w którym auto z prostymi usterkami wysyła się z ukrytą kamerą do warszatów samochodowych, by ocenić uczciwość i wiedzę mechaników. Program prowadził Krzysztof Woroniecki, lecz 27 lutego 2017 roku TVN Turbo poinformowało oficjalnie, że program otrzyma nowego prowadzącego, którym okazał się Adam Klimek znany z innego programu stacji tj. Samochód Marzeń – Kup i Zrób.
- Ekipa garażowa – amerykański program, w którym Ekipa garażowa jeździ po USA i remontuje zabytkowe samochody.
- Emil - łowca fotoradarów – Emil Rau toczy walkę ze strażą miejską i montowanymi nieprzepisowo fotoradarami. Pokazuje m.in. gdzie zostały źle umieszczone.
- Nowy Gadżet – kontynuacja programu Gadżet.
- Gwiazdy czterech kółek – Program prowadzonego przez Rafała Jemielita oraz Patryka Mikiciuka, który przedstawia samochody używane w filmach.
- Jak z niczego zrobić coś
- K2 – kierowców dwóch – program przedstawia serię motoryzacyjnych eksperymentów program prowadzą Kuba Bielak i Tomasz Kuchar.
- Klimek kontra Duda – program motoryzacyjny z rywalizacją Adama Klimka i Grzegorza Dudy.
- Kup i zrób samochód marzeń – program przedstawiający powstanie samochodów marzeń.
- Legendy PRL – program przedstawiający samochody z epoki PRL, prowadzi Patryk Mikiciuk.
- Odjazdowe bryki braci Collins – program motoryzacyjny o tuningowaniu samochodu.
- Miejski Superbohater
- Moto ON – program prowadzony przez Adama Kornackiego i Marcina Orzepińskiego, który przedstawia nowinki motoryzacyjne.
- Niebezpieczne Dzielnice - program ukazujący w dokumentalny sposób nocną pracę polskich policjantów.
- Pierwszy samochód – program radzący jak dobrze kupić pierwszy samochód w życiu, prowadzi Adam Kornacki
- Raport końcowy – weekendowa edycja Raportu Turbo.
- Raport Turbo – program informacyjny, prowadzi Kacper Jeneralski i Marcin Orzepiński.
- Sam tego nie rób – program rozrywkowy, który prezentuje niecodzienne sytuacje uchwycone przez amatorską kamerę.
- Samochód marzeń – kup i zrób – magazyn motoryzacyjny. Program prowadzi Adam Klimek.
- Science show – program naukowy prowadzonego przez Karola Wójcickiego.
- Służba więzienna – kontynuacja oparta na formacie Najcięższe więzienia w Stanach
- Top Wings – program przeznaczony dla miłośników lotnictwa.
- Turbo Kamera – magazyn o problemach w naprawie samochodu.
- Uwaga! Pirat – reporterzy wraz z policjantami ścigają niebezpiecznych kierowców.
- Wojny samochodowe – program oparty na kupnie samochodu i sprzedanie go po drobnych naprawach z jak największym zyskiem. Prowadzony przez Pawła i Przemka.
- Wstęp wzbroniony – program historyczny.
- Zakład karny – program powstały na formacie Za kratkami.
- Zakup kontrolowany – program radzący jak dobrze kupić samochód za rozsądną cenę, prowadzi Adam Kornacki.
- Zakup kontrolowany za granicą – kontynuacja zakupu kontrolowanego, który również prowadzi Adam Kornacki
- Zawodowi handlarze – program motoryzacyjny o sprzedawcach aut używanych.
- Złodzieje – program przedstawiający, jak chronić przed kradzieżami.
- Kolekcjoner – program o kolekcji samochodów.
- Klasyka Patryka Mikiciuka
- Dawid Anders z buta
- Naprawy nie do naprawy
- Gadżet 4.0
- Jeździć, obserwować
- Puchar Polski – mecze
- Liga Europejska – mecze

Dawniej
- 28 sekund – serial dokumentalny przedstawiający pracę polskich strażaków.
- 44 kultowe samochody – program poświęcony samochodom, które zapisały się w historii polskiej motoryzacji.
- Akta zbrodni – program pokazujący tajniki dochodzeń policyjnych.
- Ale urwał! – program o zapaleńcach uprawiających ekstremalne sporty. Program prowadzi Łukasz „Zajcew” Zarębski.
- Anatomia miasta – program rozrywkowy. Gospodarzem programu jest Damian Śmigielski.
- Auto Sport – program o różnych sportach samochodowych.
- Fifth Gear – brytyjski magazyn motoryzacyjny.
- Ale dziura – prezentacja zaniedbań, niedociągnięć i innych wad polskich dróg.
- Amerykański areszt – program o areszcie.
- Automaniak Max – sztandarowy magazyn stacji, w którym można było zobaczyć relacje z rajdów samochodowych, ważnych wydarzeń motoryzacji, czy testy samochodów. Program prowadzony był przez Martynę Wojciechowską i Macieja Wisławskiego.
- Automundial – magazyn prezentujący nowości motoryzacyjne na rynku europejskim.
- Bez kompromisów – program motoryzacyjny.
- Car Sharks – dwie drużyny które przemieniają wraki w super auta.
- Crash – program o różnych wypadkach samochodowych zarejestrowanych kamerą.
- Combat Cars – program rozrywkowy, konstruktorzy składają samochody.
- Czas tuningu – program o tuningu.
- Cruiser – magazyn motoryzacyjny poświęcony maszynom wyprodukowanych w USA.
- Drwale – program poświęcony codziennej pracy drwali.
- Dakar 2007 – program o załodze ciężarówki Unimog startującej w Dakarze 2007.
- De Lux – program o najdroższych, największych i najpiękniejszych samochodach świata naszej produkcji.
- Do celu – program o budowaniu polskich dróg, bezpieczeństwie na nich.
- E-Auto
- Futbol po amerykańsku – program przybliżający zasady futbolu amerykańskiego.
- Gadżet Lab – prezentacja różnych gadżetów ułatwiających życie codzienne, czasem prostych, a czasem bardzo skomplikowanych technologicznie.
- Gadżet Laboratorium
- Garaż – program poradnikowy dla każdego użytkownika samochodu.
- Gorące danie – program dla panów których interesuje kuchnia i panie.
- Grand Prix na torze – program poświęcony Formule 1.
- Hedonista
- Fachowcy i pechowcy – program poświęcony zabawnym sytuacjom z udziałem ludzi oraz zwierząt.
- Jak to jest złowione? – magazyn wędkarski.
- Jak to ruszyć? – program o pojazdach nieco innych niż samochody.
- Jazda /nie/ polska – program poświęcony zachowaniom kierowców w Grecji oraz Finlandii.
- Jazda polska, czyli jak przetrwać na polskich drogach – program na temat bezpieczeństwa, polskiej motoryzacji i typowo polskich problemów komunikacyjnych.
- Jazda z Dodą – program, w którym Doda zdaje na prawo jazdy.
- Jednoślad – magazyn o motocyklach i rowerach.
- Jesse James będzie trupem – amerykański serial o najniebezpieczniejszych wyścigach na świecie.
- Junk Brothers – dwaj bracia remontują stare i zniszczone meble.
- Kamera STOP! – kulisy powstania programów w TVN TURBO.
- Królowie Driftu – pierwszy w Europie magazyn poświęcony wyłącznie driftingowi. Pomysłodawcą i prowadzącym program jest Karol Kowalski, pasjonat i największy propagator driftu w polskich mediach.
- Karambol – magazyn o bezpieczeństwie i wypadkach. Ekipa stacji razem z patrolem drogówki jest wszędzie tam, gdzie wydarzenia wymknęły się spod kontroli.
- Kit Car Mania – program maniaków kit carów.
- Konwój – program poświęcony ciężarówkom.
- Kuchnia boksu – prowadząca Agnieszka Rylik opowiada o technikach boksu.
- Kulisy Grand Prix – program poświęcony Formule 1.
- Królowie Mafii – program o mafiach.
- Legendy motoryzacji – program o największych legendach motoryzacji program pokrewny z legendami PRL.
- Liga Mistrzów – powtórki meczów ligi mistrzów.
- Mała armia – magazyn dla tych, którzy interesują się militariami.
- Mechanik – Damian Śmigielski pokazuje, jak naprawić najprostsze usterki w autach. Ten program był poprzednikiem i następcą programu .
- Męski świat
- Monster Garage – ekipa przerabia pojazdy na monstra.
- Monster House – program podobny do Monster Garage, w tej wersji przerabiane są domy.
- Motocyklicznie – Program prowadzony przez Damiana Śmigielskiego, o nowinkach z dziedziny motocykli.
- Motory – porcja najświeższych informacji na temat motocykli.
- Motorwizja – jeden z najpopularniejszych magazynów motoryzacyjnych w Europie.
- Motorwizja Classic – magazyn o starych niemieckich samochodach.
- Motorynek – rynek motoryzacyjny.
- Magazyn żeglarski – pogram dla miłośników regat i jachtów.
- Męski typ – gospodarzem talk-show jest Agnieszka Cegielska.
- MMAster – program rozrywkowy poświęcony grupie zawodników, którzy rywalizują o tytuł ‘MMAstera’.
- Motoszoł – motoryzacyjne show prowadzone przez Marcina Prokopa.
- Na każdą kieszeń – program o testowaniu tanich, używanych aut. Kontynuacja Rentgenu 2.0.
- Na osi – program poświęcony ciężarówkom, prowadzi Piotr Zelt Obecnie emitowany na kanale Motowizja oraz TVR i Tele 5.
- Na luzie – program muzyczny.
- Na pustym baku – program poświęcony ekologicznym sposobom podróżowania, w którym prowadzący wraz ze swoją ekipą przemierzają Stany Zjednoczone bez użycia tradycyjnego paliwa, polegając jedynie na biopaliwie, prądzie czy wietrze, który porusza ich środki lokomocji.
- Na skróty – magazyn off-roadowy.
- Nie ma Lipy! – program poświęcony miłośnikom kulturystyki.
- Nocny Gracz – program o grach komputerowych nadawany o późnej porze.
- Oes – magazyn rajdowy.
- Odrobina Polski – program przedstawia miejsca, do których nie mają wstępu zwykli ludzie.
- Operacja Tuning – wszystko o tuningowaniu samochodów, prowadzi polski raper Tede i drifter Terry.
- Parszywa dwudziestka – szalone popisy ludzi na całym świecie.
- Pogromcy samochodowych mitów – program poświęcony testowaniu najnowszych technologii motoryzacyjnych.
- Polak Potrafi – program rozrywkowo-naukowy o wszelkich wynalazkach lub produktach powstających w Polsce.
- Poczuj dzikość – program rozrywkowy prezentujący grupę śmiałków, którzy konkurują o tytuły Wilka, Lisa i Jastrzębia.
- Patrol – praca brytyjskiej drogówki.
- Policyjne taśmy – policyjne pościgi z USA.
- Połam wędkę z Robsonem Greenem – program poświęcony łowieniu ryb w niezbadanych miejscach.
- Prawdziwe maszyny
- Przedziwne rodzaje śmierci – program, który wyjaśnia przyczynę nieprawdopodobnych zgonów.
- Przeklęte trasy – program przedstawia ciekawe oraz niebezpieczne prace ludzi.
- Ratownik 11 – program reality.
- Red Bull X-Fighters – zawody na FMX-ach.
- Rentgen – szczegółowe porównanie dwóch różnych samochodów.
- Rentgen 2.0 – druga edycja programu Rentgen.
- Rower mania – magazyn o rowerach.
- Samochód – porady dotyczące eksploatacji zarówno nowych jak i używanych samochodów, informacje o zmianach w przepisach, itp.
- Selekcja 2013 – survival show przedstawiający grupę osób biorących udział w grze terenowej.
- Shockwave – serial przedstawiający tragiczne wydarzenie.
- Siłacze – program rozrywkowy, prowadzony przez Ireneusza Bieleninika.
- Siła armii – magazyn poświęcony pracy z różnymi rodzajami urządzeń.
- Stacja reaktywacja – program poświęcony stacjom benzynowym. Eksperci i ekipa TVN Turbo pomagają zmienić wizerunek.
- Strzał adrenaliny – serial zastępujący Shockwave. Nadal jest o tragicznych wydarzeniach.
- Sparing – program, w którym Adam Kornacki i Marcin Klimkowski toczą spór i przekonują do swoich racji na temat wybranego samochodu.
- Specjalista – specjalistyczne pojazdy.
- SPORRRT – program dla miłośników szybkiej jazdy.
- Szkoła Auto 2 – magazyn poradnikowy, uczący kierowców jazdy w trudnych warunkach, prowadzi Ireneusz Bieleninik i Maciej Wisławski.
- Szkoła szybkiej jazdy – specjalista od szybkiej jazdy pokazuje jak szybko i dobrze jeździć.
- Technoskop – magazyn o najnowszych cudach techniki.
- 100% Testosteron – program rozrywkowy prowadzony przez trzy modelki: Joannę Drozdowską, Ewę Saletę, Magdalenę Modrą.
- Texsas S.W.A.T. – serial dokumentalny, ukazujący pracę teksańskich policyjnych oddziałów specjalnych SWAT.
- Toolbox – Damian Śmigielski udziela wskazówek jak i co można zmienić w domu.
- Top Gear – brytyjski magazyn motoryzacyjny.
- The Car Show
- TransEuropa – magazyn o transporcie, logistyce, itp.
- Turbo Erotyk – magazyn erotyczny.
- Turbo extra – magazyn powtórkowy.
- Turbo granie – magazyn z grami dla dorosłych.
- Turbo Motosport – program poświęcony sportom motorowym prowadzony przez Karola Kowalskiego (drifting) i Łukasza Byśkiniewicza (wrc).
- Turbo Ring – program prowadzony przez Marcina Prokopa.
- Usterka – program przedstawiający profesjonalizm oraz rzetelność polskich firm usługowych.
- V6 – francuski program motoryzacyjny.
- Vroom Vroom – niekonwencjonalne testy przeprowadzane na autach wszelkiego typu.
- W trasie – Aleksandra Kutz rusza w trasę, by poznać nowe miejsca.
- Waga ciężka – program o samochodach ciężarowych, autobusach, statkach i innych sporych pojazdach.
- Wredne maszyny – program o niezwykłych maszynach, z których korzysta człowiek.
- Wyspiarze za kółkiem – najgorsi kierowcy Wielkiej Brytanii.
- W sieci monitoringu – program ukazuje zbiór nagrań z kamer miejskiego monitoringu.
- Wariaci na kółkach – program ukazujący zbiór filmów przedstawiających absurdalne sytuacje zaobserwowane na drogach całego świata.
- Wojciech Cejrowski Boso – serial dokumentalny. Gospodarzem programu jest Wojciech Cejrowski.
- Wydaje Ci się, że umiesz jeździć? – pierwsze polskie turbo show.
- Zakład? Zakład! – program rozrywkowy, gdzie mistrzowie będą przyjmować zakłady od widzów.
- Wypadek - przypadek – program o wypadkach, ich skutkach i przyczynach.
- Zasady walki – relacje z zawodów sztuk walki.
- Złomiarze – program ukazujący cuda zbudowane ze śmieci.
- Złota rączka
- Zobacz to! – program o różnych dziwnych sytuacjach zarejestrowanych kamerą.